# 大波亞納鄉

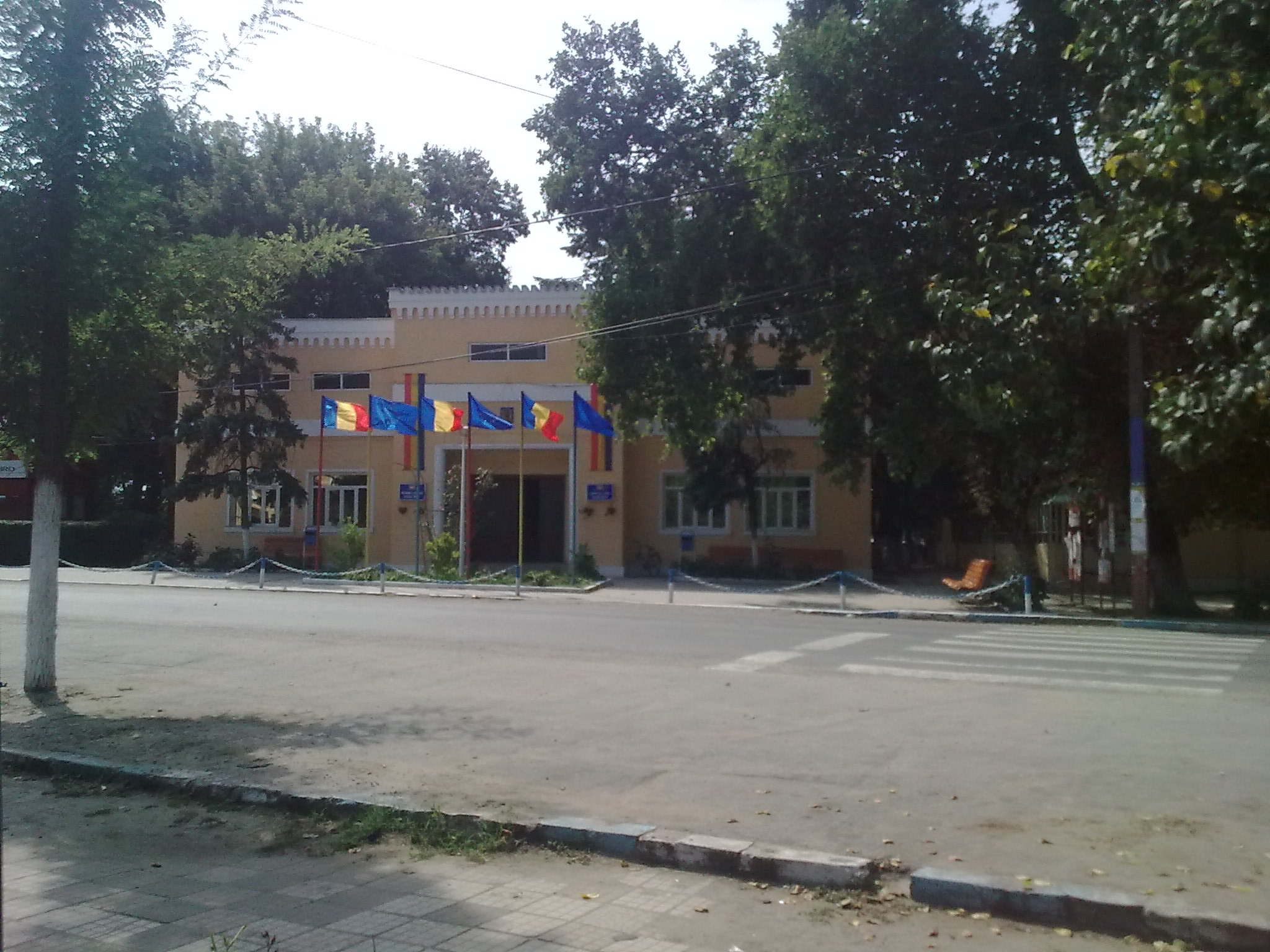

43°56′N 23°5′E / 43.933°N 23.083°E
大波亞納鄉（羅馬尼亞語：Comuna Poiana Mare, Dolj），是羅馬尼亞的鄉份，位於該國西南部，由多爾日縣負責管轄，面積163平方公里，海拔高度38米，2007年人口11,848，人口密度每平方公里73人。